# Skanör-Falsterbo församling
Skanör-Falsterbo församling är en församling i Skytts och Vemmenhögs kontrakt i Lunds stift. Församlingen ligger i Vellinge kommun i Skåne län och ingår sedan 2023 i Näsets pastorat. 

## Administrativ historik
Församlingen bildades år 2002 genom sammanläggning av Skanörs församling och Falsterbo församling och församlingen utgjorde därefter till 2023 ett enförsamlingspastorat. Sedan 1 januari 2023 ingår församlingen i Näsets pastorat.

## Kyrkor
- Falsterbo kyrka
- Skanörs kyrka (Sankt Olofs kyrka)

## Kyrkopolitik
Skanör-Falsterbo församlings kyrkoråd och kyrkofullmäktige bestod under många år av de två partierna Kyrklig Allians  i Skanör och Falsterbo församling och Skanör Falsterbo Kyrkans Väl, men i kyrkovalet 2013 gick nästan hälften av rösterna till det nystartade Vår Kyrka. Situationen befästes i valet 2017 då Vår Kyrka fick drygt hälften av rösterna och egen majoritet.

## Konflikter
Ett antal konflikter under 2000-talets två första decennier vållade uppmärksamhet i hela landet. Konflikterna kom att leda till att Skanör-Falsterbo församling slogs ihop med Höllvikens församling i ett pastorat.

### 2008: den första konflikten
22 maj 2008 valde kyrkorådet Henric Nilson till ny kyrkoherde med röstsiffrorna 6-4 i en sluten omröstning. Han hade varit kyrkoherde i Hovmantorps församling och ville nu flytta tillbaka till Skåne. Motkandidat i valet var Thomas Ekelund. Valet av Nilson blev något av en överraskning, eftersom Ekelund setts som en given vinnare. Ekelund, som bodde i prästgården i Skanör, hade varit präst i församlingen sedan 1973 och hade dessförinnan arbetat som söndagsskolelärare och juniorledare i församlingen. Ekelund tog mycket illa vid sig och valde att på politisk väg ta strid. Han var medlem i partiet Kyrkans Väl och inför kyrkovalet 2009 satsade partiet på att vinna över det andra partiet i församlingen, Kyrklig allians. Kyrkans Väl vann med drygt 55 % av rösterna, mot Kyrklig Allians dryga 44 %.  Thomas Ekelund blev kyrkofullmäktiges ordförande. 16 juni 2010 fick Ekelund en skriftlig erinran från Domkapitlet i Lund eftersom han vid fyra tillfällen hade gjort personliga och nedsättande utfall mot personer han uppfattade som sina antagonister. I augusti 2010 anmäldes så Ekelund av kontraktsprosten för att tillsammans med kyrkorådets dåvarande ordförande Lennart Palmér "driva beslut i kyrkorådet med avsikten att med alla medel omöjliggöra eller försvåra kyrkoherde Henric Nilsons arbetsledarskap i församlingen", med "målsättningen är att komminister Eklund blir kyrkoherde efter att kyrkoherde Henric Nilson drivits eller mobbats bort". I september 2010 skickade partiet Kyrkans Väl, trots att man inte var kyrkoherdens arbetsgivare, ett varsel om uppsägning. Detta drogs sedan tillbaka, men vid årsskiftet 2010/2011 lämnade Nilson församlingen för en ny tjänst i Sankt Staffans församling i Staffanstorp.
Arbetsmiljön i församlingen försämrades snabbt efter kyrkoherdevalet. I december 2010 förelade Arbetsmiljöverket vid vite om 300 000 kr att vidta åtgärder. 
I juni 2011 utsågs Ekelund till ny kyrkoherde.. Inför tillsättningen föreslog Kyrklig Allians vid flera tillfällen att en oberoende rekryterare skulle anlitas för att processen skulle vara så objektiv och neutral som möjligt. Kyrkans Väl, vars ledning handplockats av Ekelund då denna valde att ta politisk strid, avvisade förslaget och Kyrklig Allians reserverade sig därför mot tillsättningen som man ansåg skett trots att ledamöter i kyrkorådet varit jäviga. 30 juni 2011 kom ett nytt föreläggande från Arbetsmiljöverket, denna gång om 500 000 kr, med innebörden att församlingen skulle anlita en extern resurs för skapa goda förutsättningar för en god arbetsmiljö och i synnerhet förbättra de psykosociala arbetsmiljöförhållandena.
Fredag 18 november 2011 valde kyrkorådet åter Ekelund till ny kyrkoherde, men beslutet överklagades  till Svenska kyrkans överklagandenämnd som stoppade tillsättningen av Ekelund. I januari 2012 överklagade Kyrklig Allians för andra gången tillsättningen till Svenska kyrkans överklagandenämnd, men tillsättningen fastställdes till slut av nämnden i juni 2012.
Domkapitlet hade sedan kyrkovalet 2009 handlagt ett stort antal ärenden som berörde församlingen. 13 juni 2012 beslutade Domkapitlet att tilldela Ekelund en treårig prövotid för fortsatt behörighet att utföra vigslar. Turbulensen fortsatte och under sommaren och hösten 2012 inkom flera skrivelser med kritik mot Ekelund. Domkapitlet valde då att tillsätta en utredning om Ekelunds agerande i egenskap av präst. Utredningen visade att Ekelund agerat på ett sätt som gjort att situationen allvarligt förvärrats och att han inte längre kunde anses vara lämplig att utöva prästämbetet. 5 juni 2013 fråntogs Ekelund vigselrätten, ett beslut som han överklagade. Svenska kyrkans överklagandenämnd avslog emellertid överklagandet i december 2013 och Domkapitlets beslut stod därmed fast; Ekelund var visserligen fortfarande präst men saknade möjlighet att utöva sitt ämbete.

### 2014: ny kyrkoherde och lugn i församlingen
I juni 2014 valdes Richard Aspegren till ny kyrkoherde med tillträde i augusti samma år.. Han fick i uppgift att försöka skapa lugn i församlingen, något som också lyckades. År 2017 fick han en tjänst som kyrkoherde i södra Frankrike och Monaco.

### 2017: ny konflikt
23 oktober 2017 valdes Patrik Ahlmark till ny kyrkoherde efter Aspegren och han tillträdde sin tjänst 1 februari 2018. 12 oktober 2018 överlämnade kyrkorådets ordförande Lars Lindmark (Vår Kyrka) på eget initiativ en underrättelse om avsked till Ahlmark, ett avsked som ordföranden i media angav bero på en felrekrytering. Vid kyrkorådets extra sammanträde 7 november 2018 beslutade kyrkorådet att avskeda Ahlmark. Partirepresentanter från Kyrkans Väl reserverade sig mot beslutet eftersom man ansåg att det inte fanns sakskäl för uppsägning och att ärendet inte handlagts korrekt. Såväl Ahlmark som ledamöter i kyrkorådet överklagade uppsägningen till Domkapitlet som upphävde uppsägningen eftersom den inte följt kyrkoordningen. I samband med avskedandet anmälde fackförbundet Kyrkans akademikerförbund församlingen till Arbetsmiljöverket. Domkapitlet konstaterade att en konflikt om hur församlingen skulle ledas hade uppstått mellan kyrkorådets ordförande och kyrkoherde Ahlmark. Domkapitlet riktade mycket hård kritik mot kyrkorådets brist på förståelse för vilka befogenheter man har i en organisation där anställda och förtroendevalda har skilda roller, och att man inte kunde behandla en kyrkoherde i en episkopal kyrka som en utbytbar vd eller chefstjänsteman. Domkapitlet aviserade också att man, om turbulensen inte upphörde, skulle kunna besluta att slå samman församlingen med en annan församling. Förhandlingar inleddes mellan Ahlmark och församlingen, men i december 2018 pekade det mesta på att fallet skulle tas upp i Arbetsdomstolen. Risken fanns att församlingen skulle fällas vid en förhandling, varvid man valde att köpa ut Ahlmark genom ett avgångsvederlag om 700 000 kr. Flera förtroendevalda och medarbetare valde att sluta.

### 2019: ännu en ny konflikt
De många turerna kring arbetsmiljön och ledningen av verksamheten ledde till att Lunds stift tröttnade och i februari 2019 föreslog biskop Johan Tyrberg att man skulle inleda en utredning om församlingen skulle upphöra och istället slås samman med Höllvikens församling. Efter vädjanden från församlingen och bland andra prästen Margaret Signäs lade man utredningen på is och i juli 2019 förordnades Margaret Signäs som tillförordnad kyrkoherde. I december samma år valdes hon formellt till ny kyrkoherde och tillträdde befattningen 1 januari 2020. I oktober 2021 lämnade kyrkoherde Signäs in sin avskedsansökan med hänvisning till att hon och kyrkorådet inte kom överens om hur församlingen ska leda och styras, det vill säga en liknande konflikt som den som uppstod mellan kyrkorådet och kyrkoherde Ahlmark tre år tidigare. 

### 2021: förslag om upplösning av församlingen
Vid en specialvisitation 19 november 2021 föreslog så biskop Tyrberg formellt att Skanör-Falsterbo församling skulle uppgå i Höllvikens församling. Efter att församlingarna formellt fick yttra sig inleddes förändringsarbetet. Under en tid om två år tillsattes en interimsstyrelse, varefter ett nytt kyrkoråd tillsattes för den nya enheten i och med kyrkovalet 2025.

### 2022: sammanslagning till nytt pastorat
23 mars 2022 fattade Lunds stift formellt beslut om att Skanör-Falsterbo församling, tillsammans med Höllvikens församling, gick samman till ett pastorat från 1 januari 2023, men med bibehållna församlingsnamn. Den nya enheten fick namnet Näsets pastorat och bestod inledningsvis av en kyrkoherdetjänst och sex komministertjänster, förutom övriga tjänster inom pastoratet. Interimsstyrelsens antal fastställdes till 25 ledamöter och 13 ersättare. Dessa fördelades på 18 ledamöter från Höllvikens församling och sju ledamöter från Skanör-Falsterbo församling, respektive nio ersättare från Höllviken och fyra från Skanör-Falsterbo.

## Series Pastorum[32]
- 1985-1986: Ove Marquardt
- 1986-1994: Ulf Widell
- 1995-2008: Anders Rydberg
- 2008-2011: Henric Nilson
- 2011-2013: Thomas Ekelund
- 2014-2017: Richard Aspegren
- 2018-2018: Patrik Ahlmark
- 2020-2021: Margaret Signäs (tillförordnad kyrkoherde 22 juli 2019-31 december 2019)[33]
- 2022: Jerker Schmidt (vikarierande kyrkoherde 17 januari 2022 - 31 december 2022)[32][34]